# Fox Entertainment Group
Fox Entertainment Group fue una industria de entretenimiento estadounidense, propietaria de varios estudios de cine, televisión por cable y satelital, propiedad y controlada por la 21st Century Fox, y posteriormete eliminada por The Walt Disney Company debido a la compra de Disney de 21st Century Fox.
Fox Entertainment Group se formó en la década de 1990 después de la compra de la Metromedia por 20th Century Fox, estudio de cine. Estos sucesos más tarde se convertirían en la fundación de la cadena de televisión Fox, que se puso en marcha en octubre de 1986. No mucho después de que el acuerdo Metromedia se hizo, Murdoch compró acciones de Mardin Davis y News Corporation, asumió el control completo de la 20th Century Fox. El 20 de marzo de 2019, 21st Century Fox (una de las empresas sucesora de News Corporation) fue adquirido por The Walt Disney Company, eliminando la unidad.

## Divisiones corporativas

### Cine
- 20th Century Studios
- Blue Sky Studios
- Fox Studios Australia
- Fox Searchlight Pictures
- Fox Faith
- 20th Television
- Touchstone Television (unidad de estudio de televisión), 20th Television (unidad de distribución)
- 20th Century Fox Español
- 20th Century Fox International
- 20th Century Fox Home Entertainment
- Fox Atomic
- 20th Century Fox Animation

### Estaciones de televisión
- Fox Networks Group International
- Fox Networks Group Latin America
- Fox Networks Group Asia Pacific

### Cadenas de televisión
- Fox Broadcasting Company

### Servicio de distribución de radiodifusión
- MyNetwork TV